# Aaron Blommaert
Aaron Blommaert (Aalst, 7 de agosto de 2002) é um ator e cantor belga. Ele é mais conhecido como vocalista da banda BOBBY e como Raven, o filho pródigo de Lars De Wulf, em Familie.
De 2017 a 2019, Blommaert desempenhou um dos papéis principais na série de televisão juvenil 4eVeR. Ele desempenhou o papel de Robin Declerq. Ele também interpretou Jonas na série de sucesso #LikeMe.

## Carreira
Em 2013, Aaron Blommaert, junto com Ryan Joostens e Ruben Degroote, participou de Wie wordt Junior?. Sob o nome de KETZ cantaram a música Donder, com a qual chegaram à final do programa.
Em 2014 tocou no primeiro Ketnet Musical Kadanza, no qual Charlotte Leysen e Giovanni Kemper, entre outros, tiveram um papel principal.
Em 2015, Blommaert participou do The Voice Kids. Ele sobreviveu às audições às cegas e escolheu o time de Slongs Dievanongs, mas falhou nas batalhas.
Em 2017 foi visto pela primeira vez na série Ketnet 4eVeR, onde desempenhou o papel de Robin Declerq.
De 2018 a 2019, Blommaert fez parte do CoolKids, um grupo de jovens que cantavam sobre temas sociais. A banda lançou cinco músicas: CoolKids, Back to school, Helden, Geloof in jezelf e Voel de beat. Em 2018, Blommaert também disputou o chamado especial de inverno do CoolKids. CoolKids era a versão flamenga de Kinderen voor Kinderen.
Desde 2019, Blommaert faz parte da BOBBY, boy band composta por Les Flamands, empresa de Miguel Wiels, Peter Van de Veire e Niels Destadsbader. O grupo, que inclui Simon Eeraerts, Ryan Joostens, Ruben Degroote e Brecht Gurny além de Blommaert, já lançou várias músicas, entre elas Hey don't you know e Together. Este último single foi lançado junto com Dina Ayada e Chapter Two e é um cover do conhecido hit dos filmes High School Musical. A música se tornou o tema da Marathonradio na estação de rádio MNM e mais tarde também se tornou MNM Big Hit. Best Times é o single mais recente. A música foi lançada em 27 de novembro de 2020.
Desde 2020, Blommaert pode ser visto em Familie, onde interpreta o papel de Raven, filho de Lars.
Blommaert também é apresentador de rádio na MNM (rádio) desde 2021. Inicialmente, apresentava MNM Late Night (22-00 h.) Nas noites de terça-feira, alternando com alguns outros DJs do MNM. Atualmente, ele cuida do programa Ultratop 50 nas manhãs de domingo (10h-13h).
Em 26 de agosto de 2021, ocorreu uma reunião única do programa musical Tien om te Zien. A gravação do programa foi transmitida no VTM em 1º de setembro de 2021. Além dos veteranos Willy Sommers e Anne De Baetzelier, Laura Tesoro e Aaron Blommaert atuaram como apresentadores. Blommaert estreou como apresentador de televisão.
Em 2021, Aaron conseguiu seu primeiro papel no cinema. No filme Bittersweet Sixteen, ele faz o papel de David. A direção está nas mãos de Jan Verheyen, Lien Willaert e Anna Verheyen. O filme estreou nos cinemas flamengos em 22 de dezembro de 2021.
Na primavera de 2022, Blommaert fará o papel de Jonas na terceira temporada da série Ketnet #LikeMe. No mesmo ano, Blommaert substitui Sean Dhondt na nova temporada de The Voice Van Vlaanderen.
No verão de 2022, ele foi novamente um dos quatro apresentadores do Tien om te Zien. Todos os shows foram gravados em Westende.

## Vida pessoal
Aaron Blommaert se formou na DvM Humaniora em Aalst em 2020, onde estudou Economia-Línguas.

## Filmografia
| Ano        | Título             | Papel         | !Notas                                        |
| ---------- | ------------------ | ------------- | --------------------------------------------- |
| 2013       | Wie Wordt Junior?  | KETZ          | Juntamente com Ryan Joostens e Ruben Degroote |
| 2014       | Junior Musical     | Ele mesmo     |                                               |
| 2014-2015  | Kadanza            | Ensemble      |                                               |
| 2015       | The Voice Kids     | Ele mesmo     | Perdeu peso durante The Battles               |
| 2016       | Kosmoo             |               | Ator convidado no episódio 'BMX Disaster'     |
| 2017-2019  | 4eVeR              | Robin Declerq |                                               |
| 2019       | Wie Wordt Wrapper? | Ele mesmo     |                                               |
| 2019       | November 89        | Arend         |                                               |
| 2020       | Instagefikst       | Jannes        |                                               |
| 2020-heden | Familie            | Raven Rodeyns |                                               |
| 2021       | Schijtluizen       | Ele mesmo     |                                               |
| 2022-heden | #LikeMe            | Jonas         |                                               |